# Club Penguin
Club Penguin var ett onlinespel utvecklat av New Horizon Interactive, släppt för allmänheten den 24 oktober 2005. Spelarna tog formen av färgglada pingviner i ett vinterlandskap där de kunde chatta och spela minispel. Spelet blev väldigt populärt, och redan vid 2007 påstods det att över 14 miljoner konton hade skapats. I juli månad 2013 fanns det mer än 200 miljoner konton registrerade. Det stängdes ner i slutet av mars 2017, och ersattes av Club Penguin Island, som även den stängdes ner i slutet av 2018.